# Contea di Zadoi
La contea di Zadoi (杂多县S, Záduō XiànP) è una contea della Cina, situata nella provincia di Qinghai e amministrata dalla prefettura autonoma tibetana di Yushu.